# São Pedro do Piauí (kommun)
São Pedro do Piauí är en kommun i Brasilien.   Den ligger i delstaten Piauí, i den östra delen av landet, 1 200 km norr om huvudstaden Brasília. Antalet invånare är 13 645.
Följande samhällen finns i São Pedro do Piauí:
- São Pedro do Piauí

I omgivningarna runt São Pedro do Piauí växer huvudsakligen savannskog. Runt São Pedro do Piauí är det ganska glesbefolkat, med 24 invånare per kvadratkilometer.